# Tuanfeng
Tuanfeng är ett härad som lyder under Huanggangs stad på prefekturnivå i Hubei-provinsen i centrala Kina.
- Wikimedia Commons har media som rör Tuanfeng.